# Giovanni Volpatos gravstele
Giovanni Volpatos gravstele är en gravstele i relief över den venetianske gravören Giovanni Volpato (1735–1803), utförd år 1807 av skulptören Antonio Canova, som var hans vän och elev. Den återfinns i portiken till basilikan Santi Apostoli i Rom.

## Beskrivning
Reliefen visar en ung kvinna som sitter sörjande framför Giovanni Volpatos byst, vilken är smyckad med en rosengirlang och placerad på en kolonn. Hon torkar sina tårar med sin klänning i dubbla lager av grekiskt snitt. Vid den sörjande står det AMICITIA, vilket är latin och betyder ”vänskap”. På kolonnen står det följande: